# Vzhůru, Orle slovanský
„Vzhůru, Orle slovanský“ je česká vlastenecká pochodová skladba a hymna Orla.

## Vznik skladby
Skladbu složil v roce 1921 Rudolf Šetina na slova Vladimíra Hornofa. Původně vznikla jako sletový pochod pro orelský slet v Brně v roce 1922. Pochod byl vydán v roce 1921 nákladem Ústřední rady
československého Orla a vytisknut Občanskou tiskárnou. Původní partitura skladby obsahovala dvacet různých hlasů.

## Užívání
Postupně se v orelském hnutí skladba natolik zpopularizovala, že se stala hlavní hymnou orelské organizace po boku další původní hymny „Hoj, Orli, mocnou perutí“ od Karla Dostála-Lutinova a modlitby Orelstva „Ó zdroji pravdy, dobra, všech krás“ od Josefa Rudoleckého. Pochodová hymna je součástí orelských sletů, sjezdů, mší a poutí organizace. Je závěrečnou poutní písní na každoroční Orelské pouti na Svatém Hostýně. Na pouti v roce 1948 byla skladba jednou z manifestačních písní poutníků demonstrujících proti nastupujícímu totalitnímu režimu.

## Slova
Vzhůru, Orle slovanský, bílý Orle náš,
rodné země od věků byl jsi věrná stráž!
Silný spár a peruť máš, smělý je tvůj hled,
zápasu se nelekáš, v boj své děti veď!
V srdci lásku k národu, v duši víry vznět,
s tebou půjdem ku předu, nikdy o krok zpět!
Byť i povstal vrahů val zahřmí v český luh:
Vpřed jen, bratři, směle dál, k vítězství: Zdař Bůh!
Vzhůru, bílý Orle, spěj, vzepni peruť výš,
bouře těžkým zápolem k jasné metě blíž!
Volný letíš s výšin hor v slunka zlatý žár,
nezdrží tě vichrů vzdor, blesků děs a zmar!
Vyšších tužeb slunná říš slávy tvé je díl,
vytrvej a doletíš, zářná kyne cíl!
Vzhůru srdce, zocel sval, zjásej v světa kruh:
Vpřed jen, bratři směle dál, k vítězství: Zdař Bůh!
Česká vlast až zavolá za svá práva v boj,
sestro, bíla Orlice, chystej bratřím zbroj!
Stuhou bílo-červenou oviň prapor náš,
ať jej chrání krví svou věrná naše páž!
V přední řady, Orle, vpřed, za svou rodnou zem,
blankytný tvůj zasviť šat v lesku zářivém!
Prapor výš, by hrdě vlál v boje třeskný ruch:
Vpřed jen, bratři, směle dál, k vítězství: Zdař Bůh!